# Manuel María Caballero
Manuel María Caballero é uma província da Bolívia localizada no departamento de Santa Cruz, sua capital é a cidade de Comarapa.